# Blandas
Blandas (Blandaç en occitan) est une commune française située dans l'ouest du département du Gard, en région Occitanie.
Exposée à un climat de montagne, elle est drainée par la Vis et par un autre cours d'eau. La commune possède un patrimoine naturel remarquable : trois sites Natura 2000 (le « causse de Blandas », les « gorges de la Vis et de la Virenque » et les « gorges de la Vis et cirque de Navacelles ») et quatre zones naturelles d'intérêt écologique, faunistique et floristique.
Blandas est une commune rurale qui compte 133 habitants en 2022, après avoir connu un pic de population de 606 habitants en 1821.  Elle fait partie de l'aire d'attraction du Vigan. Ses habitants sont appelés les Blandassiens ou  Blandassiennes.
Le patrimoine architectural de la commune comprend un immeuble protégé au titre des monuments historiques : la grotte des Baumelles, classée en 2016.

## Géographie

### Localisation
- 1Carte dynamique
- 2Carte OpenStreetMap
- 3Carte topographique
- 4Carte avec les communes environnantes

Blandas se situe sur le causse de Blandas, au sud-ouest du Vigan. Son territoire comprend un point de vue sur le cirque de Navacelles.

### Climat
Pour des articles plus généraux, voir Climat de l'Occitanie et Climat du Gard.
En 2010, le climat de la commune est de type climat des marges montargnardes, selon une étude s'appuyant sur une série de données couvrant la période 1971-2000. En 2020, Météo-France publie une typologie des climats de la France métropolitaine dans laquelle la commune est exposée à un climat méditerranéen et est dans une zone de transition entre les régions climatiques « Provence, Languedoc-Roussillon » et « Sud-est du Massif Central ».
Pour la période 1971-2000, la température annuelle moyenne est de 10,7 °C, avec une amplitude thermique annuelle de 15,7 °C. Le cumul annuel moyen de précipitations est de 1 255 mm, avec 9,4 jours de précipitations en janvier et 4,3 jours en juillet. Pour la période 1991-2020, la température moyenne annuelle observée sur la station météorologique la plus proche, située sur la commune de Montdardier à 6 km à vol d'oiseau, est de 12,9 °C et le cumul annuel moyen de précipitations est de 1 487,0 mm,. Pour l'avenir, les paramètres climatiques de la commune estimés pour 2050 selon différents scénarios d'émission de gaz à effet de serre sont consultables sur un site dédié publié par Météo-France en novembre 2022.

### Voies de communication et transports
La commune est accessible par les routes départementales 113,158, 413, 513 et 713. Par ailleurs, elle est traversée par le Sentier de grande randonnée 7 (GR 6) qui participe alors du parcours du chemin de Saint-Guilhem-le-Désert.

### Milieux naturels et biodiversité

#### Réseau Natura 2000

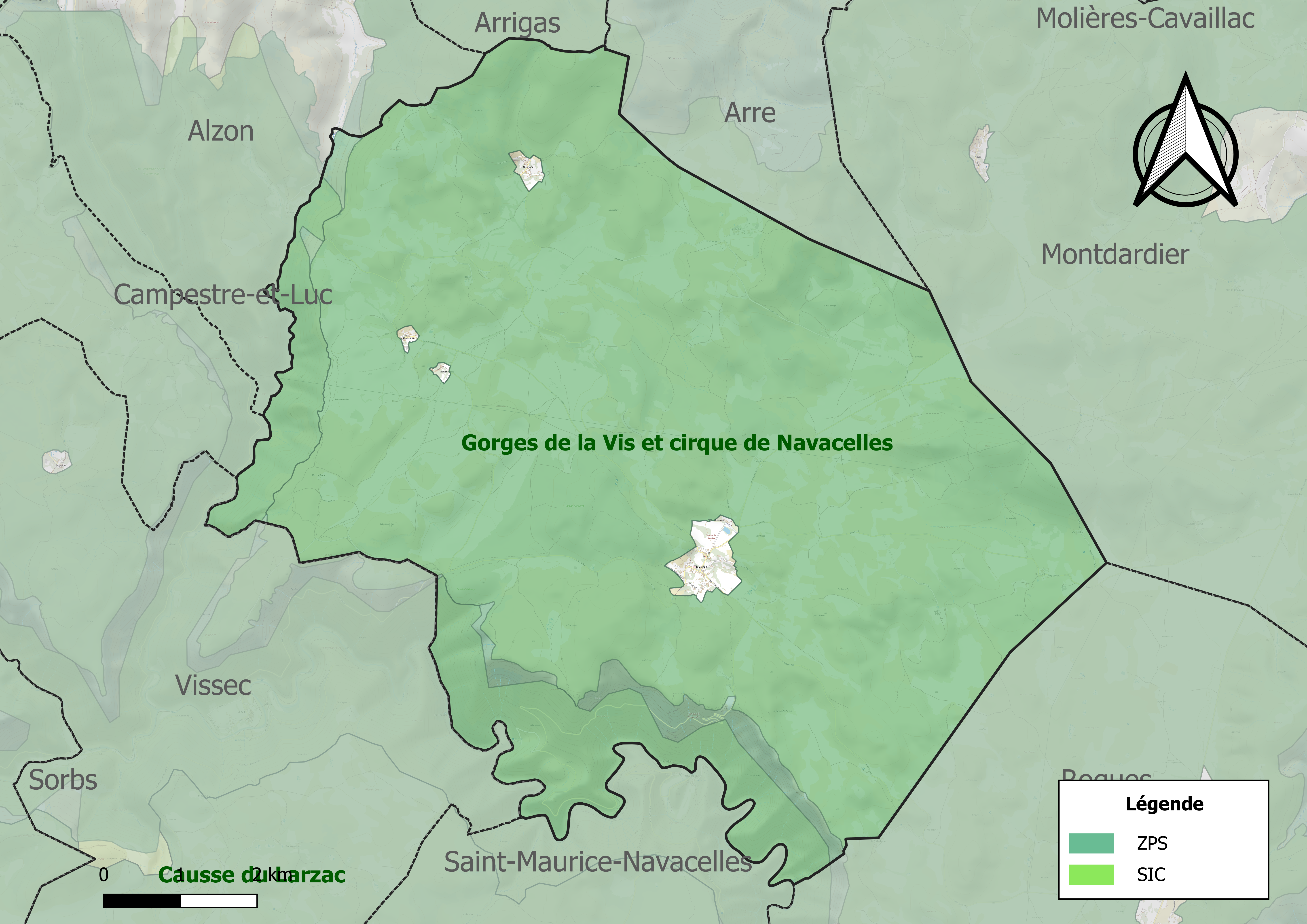
Sites Natura 2000 sur le territoire communal.

Le réseau Natura 2000 est un réseau écologique européen de sites naturels d'intérêt écologique élaboré à partir des directives habitats et oiseaux, constitué de zones spéciales de conservation (ZSC) et de zones de protection spéciale (ZPS).
Deux sites Natura 2000 ont été définis sur la commune au titre de la directive habitats :
- le « causse de Blandas », d'une superficie de 7 913 ha, fait partie des causses méridionaux, un ensemble régional original unique en Europe. Il est le plus grand ensemble de formations herbeuses sèches semi-naturelles en France et abrite un grand nombre d’espèces endémiques[10] ;
- les « gorges de la Vis et de la Virenque », d'une superficie de 5 501 ha, un grand site régional qui entaille et sépare l'ensemble des grands causses méridionaux. Il présente deux intérêts majeurs : des habitats aquatiques et des ripisylves, avec six espèces de l'annexe II et des habitats de rochers avec des chauves-souris, les pentes avec de grands éboulis et des pentes boisées de hêtraie calcicole[11] ;

et un au titre de la directive oiseaux : 
- les « gorges de la Vis et cirque de Navacelles », d'une superficie de 20 277 ha, qui offrent aux oiseaux les milieux nécessaires à la reproduction, à l’hivernage ou au repos en phase migratoire. Il compte, à différentes périodes de l’année, un grand nombre d’espèces remarquables à l’échelle européenne[12].

#### Zones naturelles d'intérêt écologique, faunistique et floristique
L’inventaire des zones naturelles d'intérêt écologique, faunistique et floristique (ZNIEFF) a pour objectif de réaliser une couverture des zones les plus intéressantes sur le plan écologique, essentiellement dans la perspective d’améliorer la connaissance du patrimoine naturel national et de fournir aux différents décideurs un outil d’aide à la prise en compte de l’environnement dans l’aménagement du territoire.
Une ZNIEFF de type 1 est recensée sur la commune :
le « chaos dolomitique de la Belfort » (132 ha) et trois ZNIEFF de type 2, : 
- le « causse de Blandas » (9 113 ha), couvrant 12 communes dont 11 dans le Gard et 1 dans l'Hérault[15] ;
- les « gorges de la Vis » (3 661 ha), couvrant 8 communes dont 5 dans le Gard et 3 dans l'Hérault[16] ;
- les « gorges de la Vis et de la Virenque » (9 620 ha), couvrant 16 communes dont 10 dans le Gard et 6 dans l'Hérault[17].

Carte des ZNIEFF de type 1 et 2 à Blandas.
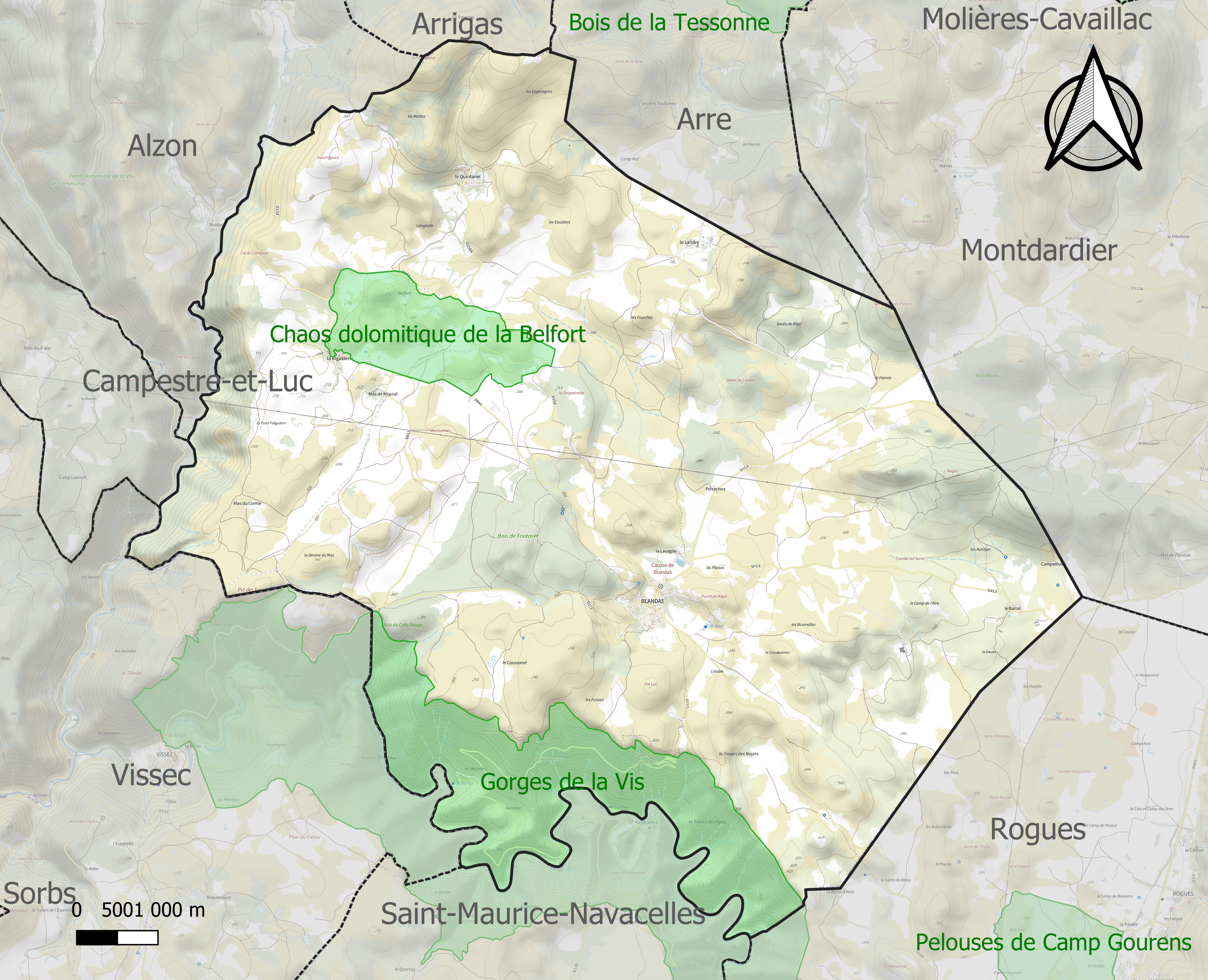
Carte des ZNIEFF de type 1 sur la commune.
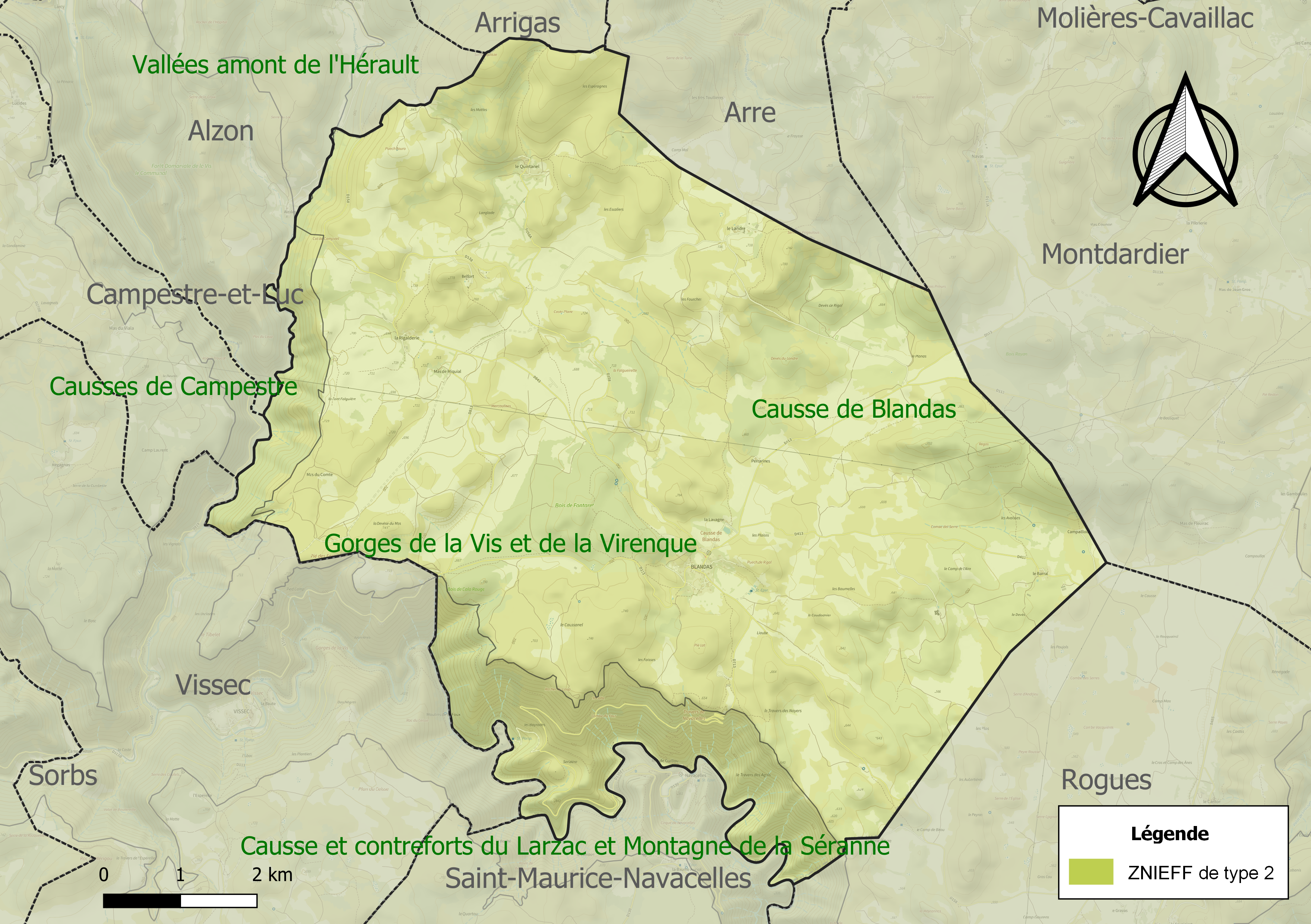
Carte des ZNIEFF de type 2 sur la commune.

## Urbanisme

### Typologie
Au 1er janvier 2024, Blandas est catégorisée commune rurale à habitat très dispersé, selon la nouvelle grille communale de densité à sept niveaux définie par l'Insee en 2022.
Elle est située hors unité urbaine. Par ailleurs la commune fait partie de l'aire d'attraction du Vigan, dont elle est une commune de la couronne,. Cette aire, qui regroupe 20 communes, est catégorisée dans les aires de moins de 50 000 habitants,.

### Occupation des sols
L'occupation des sols de la commune, telle qu'elle ressort de la base de données européenne d’occupation biophysique des sols Corine Land Cover (CLC), est marquée par l'importance des forêts et milieux semi-naturels (87,2 % en 2018), en augmentation par rapport à 1990 (84,2 %). La répartition détaillée en 2018 est la suivante : 
milieux à végétation arbustive et/ou herbacée (73,1 %), forêts (14,1 %), zones agricoles hétérogènes (10,5 %), prairies (2,3 %). L'évolution de l’occupation des sols de la commune et de ses infrastructures peut être observée sur les différentes représentations cartographiques du territoire : la carte de Cassini (XVIIIe siècle), la carte d'état-major (1820-1866) et les cartes ou photos aériennes de l'IGN pour la période actuelle (1950 à aujourd'hui).

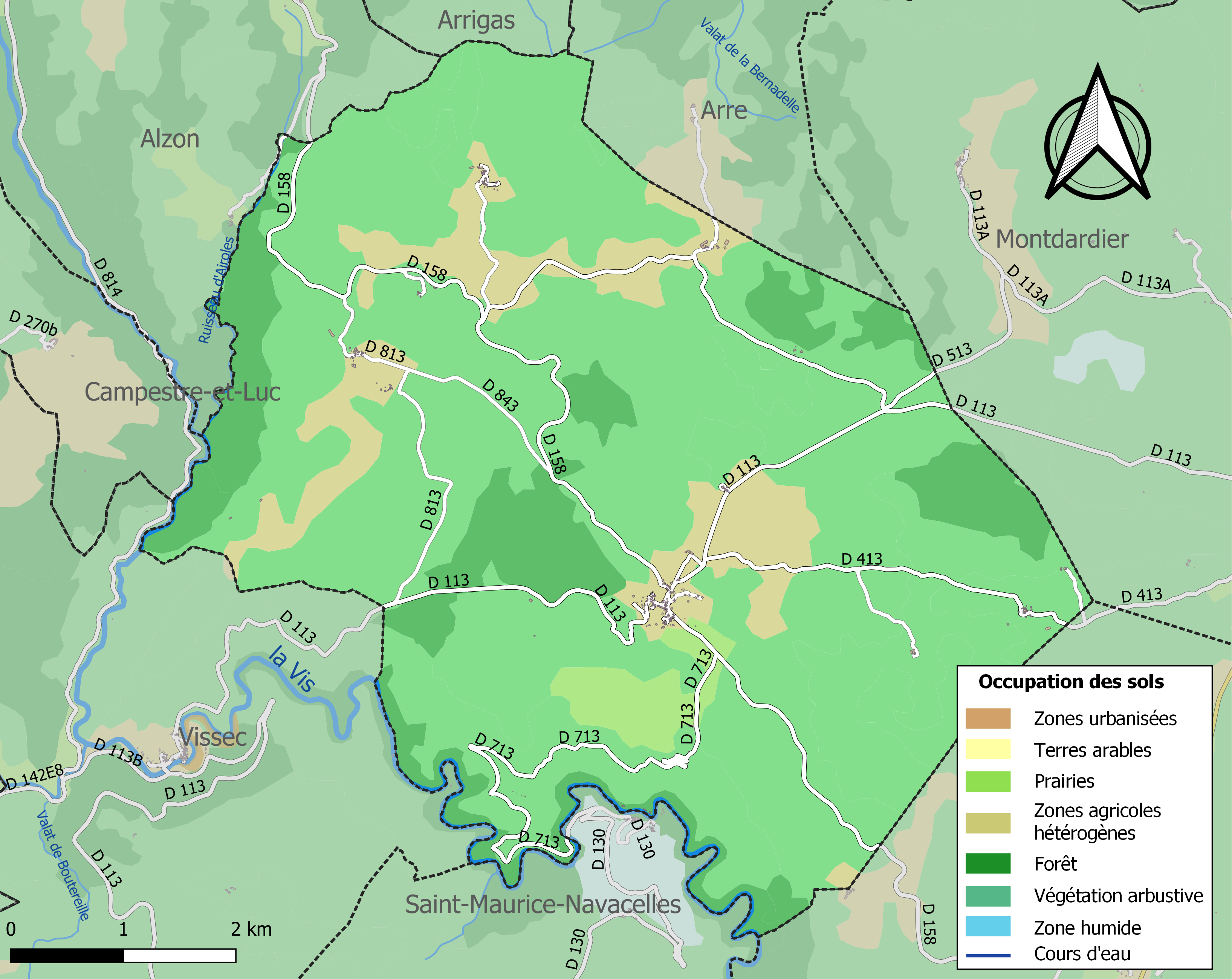
Carte des infrastructures et de l'occupation des sols de la commune en 2018 (CLC).

### Risques majeurs
Le territoire de la commune de Blandas est vulnérable à différents aléas naturels : météorologiques (tempête, orage, neige, grand froid, canicule ou sécheresse), inondations, feux de forêts, mouvements de terrains et séisme (sismicité faible). Un site publié par le BRGM permet d'évaluer simplement et rapidement les risques d'un bien localisé soit par son adresse soit par le numéro de sa parcelle.
Certaines parties du territoire communal sont susceptibles d’être affectées par le risque d’inondation par débordement de cours d'eau, notamment la Vis. La commune a été reconnue en état de catastrophe naturelle au titre des dommages causés par les inondations et coulées de boue survenues en 1982, 1994, 1995 et 2014,.

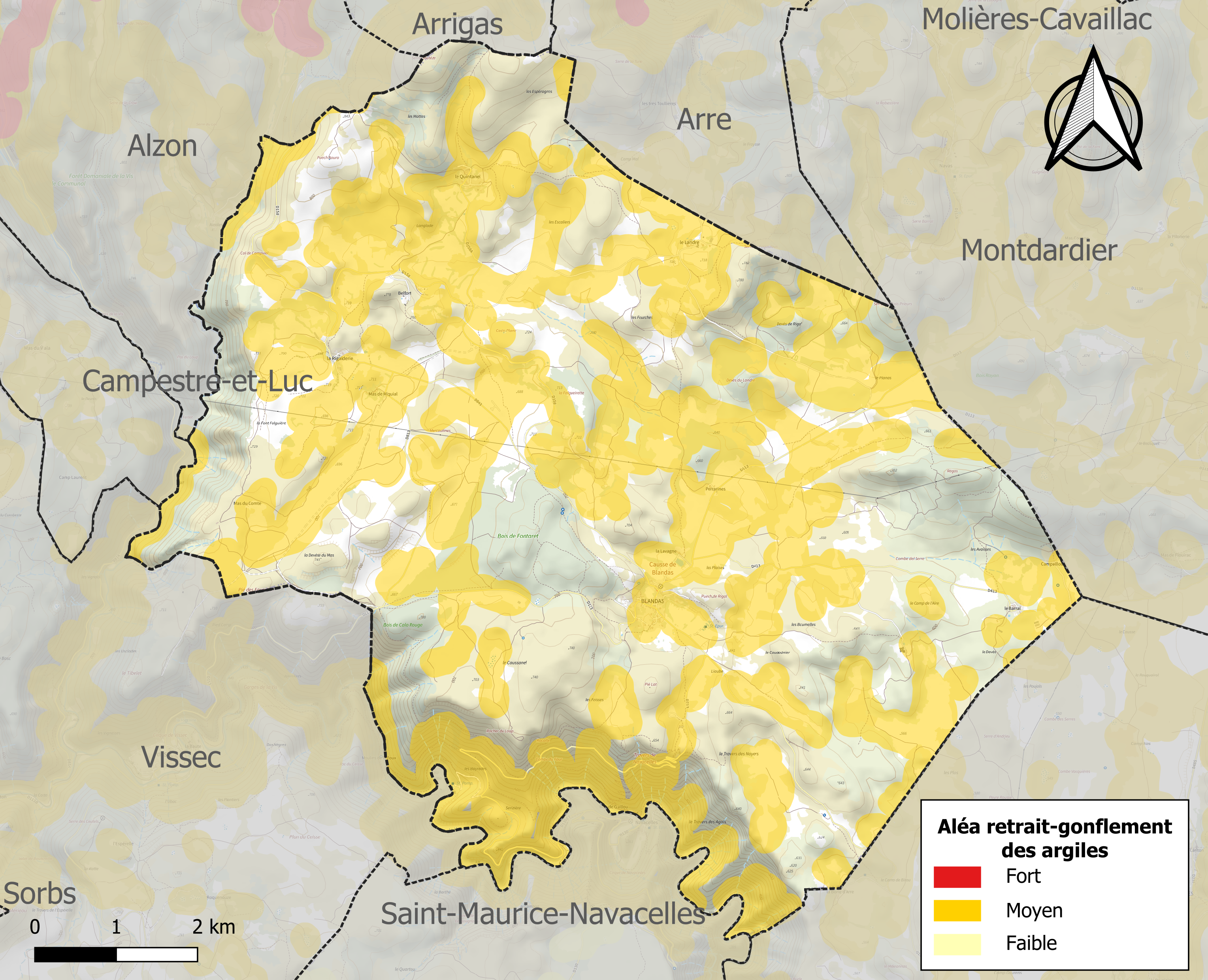
Carte des zones d'aléa retrait-gonflement des sols argileux de Blandas.

La commune est vulnérable au risque de mouvements de terrains constitué principalement du retrait-gonflement des sols argileux. Cet aléa est susceptible d'engendrer des dommages importants aux bâtiments en cas d’alternance de périodes de sécheresse et de pluie. 53,2 % de la superficie communale est en aléa moyen ou fort (67,5 % au niveau départemental et 48,5 % au niveau national). Sur les 160 bâtiments dénombrés sur la commune en 2019, 126 sont en aléa moyen ou fort, soit 79 %, à comparer aux 90 % au niveau départemental et 54 % au niveau national. Une cartographie de l'exposition du territoire national au retrait gonflement des sols argileux est disponible sur le site du BRGM,.
Par ailleurs, afin de mieux appréhender le risque d’affaissement de terrain, l'inventaire national des cavités souterraines permet de localiser celles situées sur la commune.

## Toponymie
Blandatis, 921 ( DT ) ; = NP rom. Blandus ( OTL ) + - àtis E. Nègre, ce qui donne Blandaç en occitan.

## Histoire

### Préhistoire
Une découverte a été faite en 2009 par des spéléologues dans une grotte préhistorique restée close pendant environ cinq mille ans. L'entrée était obstruée par un menhir ou une stèle. Ce menhir-stèle en grès à la surface travaillée a été transporté d'un gisement qui se trouve à Montdardier à 5 ou 6 km de là. Des vestiges préhistoriques ont été mis au jour : des crânes, certains recouverts de calcite, de morceaux de vases ayant servi à la récupération de l'eau, des tessons de céramique et un couloir aménagé.

## Politique et administration

### Liste des maires
| Période                                  | Période  | Identité                    | Étiquette | Qualité                   |
| ---------------------------------------- | -------- | --------------------------- | --------- | ------------------------- |
| (maire en 1981)                          |          | Raymond Fabre               |           |                           |
| 1989                                     | 2001     | Eliane Faissat              |           |                           |
| 2001                                     | 2008     | Sabine Bonnafous            | DVG       |                           |
| 2008                                     | 2014     | Édith Vézinet               |           |                           |
| 2014                                     | 2015     | Marcel Bourrier             | DVG       | décédé en cours de mandat |
| 2015                                     | 2020     | Jean Claude Gonzalez Trique |           |                           |
| 2020                                     | en cours | Marc Weller                 |           |                           |
| Les données manquantes sont à compléter. |          |                             |           |                           |

## Population et société

### Démographie
L'évolution du nombre d'habitants est connue à travers les recensements de la population effectués dans la commune depuis 1793. Pour les communes de moins de 10 000 habitants, une enquête de recensement portant sur toute la population est réalisée tous les cinq ans, les populations de référence des années intermédiaires étant quant à elles estimées par interpolation ou extrapolation. Pour la commune, le premier recensement exhaustif entrant dans le cadre du nouveau dispositif a été réalisé en 2008.

En 2022, la commune comptait 133 habitants, en évolution de −5 % par rapport à 2016 (Gard : +2,97 %, France hors Mayotte : +2,11 %).
| 1793 | 1800 | 1806 | 1821 | 1831 | 1836 | 1841 | 1846 | 1851 |
| ---- | ---- | ---- | ---- | ---- | ---- | ---- | ---- | ---- |
| 600  | 398  | 569  | 606  | 558  | 559  | 529  | 511  | 518  |

| 1856 | 1861 | 1866 | 1872 | 1876 | 1881 | 1886 | 1891 | 1896 |
| ---- | ---- | ---- | ---- | ---- | ---- | ---- | ---- | ---- |
| 556  | 552  | 507  | 506  | 510  | 528  | 505  | 506  | 471  |

| 1901 | 1906 | 1911 | 1921 | 1926 | 1931 | 1936 | 1946 | 1954 |
| ---- | ---- | ---- | ---- | ---- | ---- | ---- | ---- | ---- |
| 420  | 412  | 355  | 268  | 261  | 268  | 227  | 207  | 196  |

| 1962 | 1968 | 1975 | 1982 | 1990 | 1999 | 2006 | 2008 | 2013 |
| ---- | ---- | ---- | ---- | ---- | ---- | ---- | ---- | ---- |
| 172  | 141  | 115  | 116  | 112  | 106  | 123  | 128  | 136  |

| 2018 | 2022 | - | - | - | - | - | - | - |
| ---- | ---- | - | - | - | - | - | - | - |
| 130  | 133  | - | - | - | - | - | - | - |

## Économie

### Emploi
|                | 2008   | 2013   | 2018  |
| -------------- | ------ | ------ | ----- |
| Commune        | 6,6 %  | 10,7 % | 7,5 % |
| Département    | 10,6 % | 12 %   | 12 %  |
| France entière | 8,3 %  | 10 %   | 10 %  |

En 2018, la population âgée de 15 à 64 ans s'élève à 67 personnes, parmi lesquelles on compte 67,2 % d'actifs (59,7 % ayant un emploi et 7,5 % de chômeurs) et 32,8 % d'inactifs,. Depuis 2008, le taux de chômage communal (au sens du recensement) des 15-64 ans est inférieur à celui de la France et du département.
La commune fait partie de la couronne de l'aire d'attraction du Vigan, du fait qu'au moins 15 % des actifs travaillent dans le pôle,. Elle compte 20 emplois en 2018, contre 21 en 2013 et 23 en 2008. Le nombre d'actifs ayant un emploi résidant dans la commune est de 45, soit un indicateur de concentration d'emploi de 44,5 % et un taux d'activité parmi les 15 ans ou plus de 43,3 %.
Sur ces 45 actifs de 15 ans ou plus ayant un emploi, 19 travaillent dans la commune, soit 42 % des habitants. Pour se rendre au travail, 75,6 % des habitants utilisent un véhicule personnel ou de fonction à quatre roues, 6,7 % s'y rendent en deux-roues, à vélo ou à pied et 17,8 % n'ont pas besoin de transport (travail au domicile).

### Activités hors agriculture
10 établissements sont implantés  à Blandas au 31 décembre 2019.
Le secteur du commerce de gros et de détail, des transports, de l'hébergement et de la restauration est prépondérant sur la commune puisqu'il représente 60 % du nombre total d'établissements de la commune (6 sur les 10 entreprises implantées  à Blandas), contre 30 % au niveau départemental.

### Agriculture
|               | 1988  | 2000  | 2010  | 2020  |
| ------------- | ----- | ----- | ----- | ----- |
| Exploitations | 14    | 8     | 7     | 9     |
| SAU (ha)      | 2 551 | 2 203 | 1 082 | 1 635 |

La commune est dans le Causses du Larzac, une petite région agricole concernant six communes à l'extrême-ouest du département du Gard. En 2020, l'orientation technico-économique de l'agriculture  sur la commune est l'élevage d'ovins ou de caprins. Neuf exploitations agricoles ayant leur siège dans la commune sont dénombrées lors du recensement agricole de 2020 (14 en 1988). La superficie agricole utilisée est de 1 635 ha,,.

## Culture locale et patrimoine

### Édifices civils

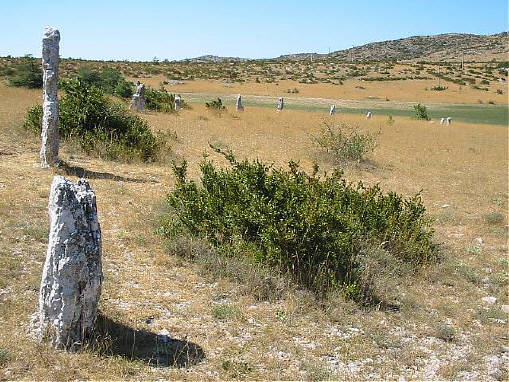
Le cromlech de Lacam de la Rigalderie.

- La grotte de La Baumelle où fut retrouvée la stèle du même nom déposée aujourd'hui au musée cévenol au Vigan.
- Château de Lavit
- Castrum de Belfort
- Nombreux mégalithes :
  - Cromlech de Lacam de Peyrarines
  - Cromlech de Lacam de la Rigalderie
  - Dolmen des Arques
  - Dolmen du Barral
  - Dolmen du château d'Assas
  - Dolmen du Planas
  - Dolmen de Régos
  - Menhir d'Avernat
  - Menhir du Barral
  - Menhir de Belfort-Falgueyrettes
  - Menhir du bois du Calo Rouge
  - Menhir de la Bouissonnade
  - Menhir de Combes
  - Menhirs du Landre
  - Menhir des Lavagnes
  - Menhir de Perrarines et carrière de menhirs du Devès du Landre
  - Menhir du Planas
  - Menhir du Serre de Gleyzo
  - Menhir du Sotch des Genièvres
  - Menhirs du Travers des Noyers

### Édifices religieux
- Église Saint-Baudile de Blandas.

### Patrimoine culturel
Sur le causse de Blandas, le château de Lavit (ou château d'Assas), construit vers 1565 et doté d'un mur d'enceinte entourant le château, est aujourd'hui une exploitation agricole.
Depuis ce château, on aperçoit les ruines du castrum de Belfort, détruit par les Huguenots en 1584.

## Héraldique
| Blason de Blandas | Blason  | D'azur aux trois chevrons d'argent. |
| Blason de Blandas | Détails |                                     |